# 愛的地獄
《愛的地獄》（英語：Home Sweet Hell）是一部2015年美國黑色幽默恐怖電影，由安東尼·伯恩斯執導，卡羅·阿倫、泰德·埃爾里克和湯姆·拉瓦尼諾編劇，凱瑟琳·海格、派翠克·威爾森、乔丹娜·布鲁斯特、凱文·麥克基德、A·J·巴克利、契·麥克布萊德和吉姆·貝魯什主演。
這部電影于2015年2月3日隨選視訊发行，较2015年3月13日院线上映要早。

## 剧情
唐·尚帕涅經營著一家成功的家具店。他注重細節的妻子莫娜把生活的一切都计划好写在她的目標書上。一天，一位名叫达丝蒂的迷人年輕女性申請了家具店的銷售工作。在諮詢了搭檔莱斯後，唐僱用了达丝蒂。
唐因為與妻子糟糕的性生活而感到絕望。不久，达丝蒂引誘了他，他們開始發生婚外情。後來，达丝蒂出現在唐和莫娜的兒子安德鲁的生日派對上，告訴唐她懷孕了，想生下孩子。唐很絕望，萊斯建議他付錢給達丝蒂。
隨後，達丝蒂被揭露是摩托車犯罪團伙頭目墨菲受虐的女友，所说的懷孕不过是撒谎。唐出價13,000美元给達丝蒂让她保持沉默，達丝蒂拒絕了，並告訴唐這点钱不夠。唐不確定達丝蒂是否會把事情说出去，莱斯建議唐主动告诉莫娜真相，于是唐向莫娜坦白，莫娜要求唐殺死達丝蒂。
墨菲對13,000美元不滿意，於是達丝蒂打電話給唐要求25,000美元。唐同意了，但他和莫娜準備毒死達丝蒂。達丝蒂找唐拿钱时喝下了有毒的酒。唐和莫娜把不省人事的達丝蒂放在車裡，帶她回家。一回到家，達丝蒂就醒了，莫娜便用錘子殺死了她。莫娜將達丝蒂的屍體砍成碎块，將其埋在花園裡，並向唐透露達丝蒂其实沒有懷孕。
墨菲與朋友弗里曼和本吉發現達丝蒂失踪，懷疑出了什麼問題，於是他們襲擊了萊斯。墨菲還給唐的兒子留下一封信來威脅他，在信中要求唐在脫衣舞俱樂部會面。唐會見了墨菲和他的同伙，谎称達丝蒂去了達拉斯。墨菲告訴唐她拿了他的錢，並威脅說如果他第二天不付給他20,000美元就強姦他全家。
唐和莫娜挖出達丝蒂的屍體，前往墨菲居住的地方。當莫娜正准备將達丝蒂的尸块藏在冰箱中時，弗里曼和他的女朋友回家了。莫娜對弗里曼造成致命傷，刺死了他的女友，並很快報警称家中發生騷亂。臨死前，弗里曼打電話給墨菲，告訴他發生了什麼事。墨菲和本吉到達後發現弗里曼和他的女朋友已經死了。墨菲還在冰箱裡發現了达丝蒂的尸块，意識到他被陷害了。很快，警察趕到並在犯罪現場找到了墨菲和本吉。警察射殺了本吉，墨菲侥幸逃跑。警方認定墨菲和本吉應對謀殺負責。
唐問莫娜為什麼她如此冷血，是否是因為她的成長經歷。莫娜威脅說，如果他再問她這個問題，她就殺了他。第二天，唐在一次家庭聚會上發現鄰居的狗死在他的冰箱裡，莫娜對客人表現出非常反社會的行為。唐嚇壞了，設計了一場事故要殺死莫娜。她死後，唐和他的孩子們搬到了新房子裡，唐在車道上開著一輛新車走了。電影以墨菲追他們的車結束。荧幕變黑，片尾字幕滾動时，可以聽到兩聲槍響，接著是長時間的喇叭聲和孩子們的尖叫聲，暗示墨菲殺死了唐。

## 演员
- 派翠克·威爾森 饰 唐·尚帕涅
- 凱瑟琳·海格 饰 莫娜·尚帕涅
- 乔丹娜·布鲁斯特 饰 达丝蒂
- 凱文·麥克基德 饰 弗里曼
- 吉姆·貝魯什 饰 莱斯
- A·J·巴克利 饰 墨菲
- 希斯·弗里曼（英语：Heath Freeman (actor)） 饰 本吉
- 布萊斯·約翰遜 饰 兰尼·凯尔索
- 杰米·奧爾索 饰 大爸爸
- 艾莉西亞·歐雀 饰 凯茜
- 麥迪遜·沃爾夫（英语：Madison Wolfe） 饰 艾莉森·尚帕涅
- 艾登·佛羅倫斯（英语：Aiden Flowers） 饰 安德鲁·尚帕涅
- 亞提·巴克斯特 饰 马克
- 強尼·霍克斯 饰 斯图
- 伊娃·里維拉-費雷爾 饰 安德烈的妻子
- 布蘭迪·妮可·威爾遜 饰 阿比
- 約漢斯·邁爾斯 饰 安德烈
- 凱瑟琳·阿什頓 饰 林恩
- 契·麥克布萊德（英语：Chi McBride） 饰 警官